# Laisha Wilkins
Pour les articles homonymes, voir Wilkins.
Laisha Wilkins (née le 18 mai 1976 à Mexico) est une actrice mexicaine qui a joué dans plusieurs telenovelas. Elle s'est fait connaitre pour son rôle dans La fuerza del destino.

## Filmographie
- 1998 : Soñadoras
- 2008-2009 : Un gancho al corazón
- 2009 : Corazón salvaje
- 2011 : La fuerza del destino
- 2013 : Mentir para vivir
- 2015 : Que te perdone Dios
- 2016 : Tres veces Ana